# Gerrit Holtmann
Gerrit Holtmann (ur. 25 marca 1995 w Bremie) – niemiecki piłkarz pochodzenia filipińskiego grający na pozycji pomocnika. Od 2024 roku zawodnik SV Darmstadt 98, na wypożyczeniu z VfL Bochum.

## Życiorys
W czasach juniorskich trenował w klubach: SC Sparta Bremerhaven, Leher TS Bremerhaven<, Werder Brema i OSC Bremerhaven. 1 lipca 2014 dołączył do rezerw Eintrachtu Brunszwik. W latach 2015–2016 występował w jego pierwszym zespole. 1 lipca 2016 odszedł za 3 miliony euro do 1. FSV Mainz 05. W Bundeslidze zadebiutował 21 września 2016 w wygranym 2:1 meczu z Werderem Brema. Do gry wszedł w 82. minucie, zastępując Fabiana Freia.